# Bruscolo alla fattoria
Bruscolo alla fattoria (The Booze Hangs High) è un film del 1930 diretto da Hugh Harman e Rudolf Ising. È un cortometraggio animato uscito nel settembre 1930 prodotto dalla Leon Schlesinger Production e distribuito dalla Warner Bros.

## Trama
Il corto inizia con Bosko e una mucca che ballano una danza messicana, finché questa non se ne va stizzita dopo che il ragazzo le ha riso in faccia in quanto le erano cascati i "pantaloni". In seguito, Bosko sale in sella a un cavallo e usa un frustino per suonare la coda del cavallo come un violino. Per "accordarlo" gli torce un orecchio. Mentre il ragazzo suona, l'animale balla in modo bizzarro, quindi Bosko prende un forcone e inizia a suonarlo come se fosse un bangio, mentre il cavallo inizia a trottare su due zampe.
La scena si sposta su tre anatroccoli e la loro madre. Mentre camminano in fila indiana, essi saltellano sul fondoschiena seguendo la musica. La mamma anatra inizia a ondeggiare e gli anatroccoli la seguono. Uno di loro le bisbiglia qualcosa nell'orecchio, lei gli "slaccia" una tasca nel posteriore e lo fa uscire dall'inquadratura, affinché lui possa fare i suoi bisogni. Una volta tornato, ella riallaccia la "tasca" e tutti saltano in uno stagno.
La scena ritorna su Bosko e il cavallo, che ripetono la danza di prima. Alla fine Bosko scivola sul collo del cavallo e va a dare da mangiare a dei maiali che sembrano grugnire per la fame. Il ragazzo svuota un bidone dell'immondizia nella loro mangiatoia e i porci mangiano avidamente. Uno dei porcellini trova una bevanda alcolica e prova a stapparla, ma la aprirà solo usando la coda di un altro maialino come cavatappi. Dalla bottiglia escono delle bolle, che i porcellini fanno scoppiare sulle note della canzone How Dry I Am. I due si ubriacano e quando arriva il padre anche lui beve il contenuto della bottiglia e inizia a cantare One Little Drink, con una voce di basso e adoperando dei vocalizzi senza senso. Il maiale lancia poi la bottiglia, che si frantuma sulla testa di Bosko.

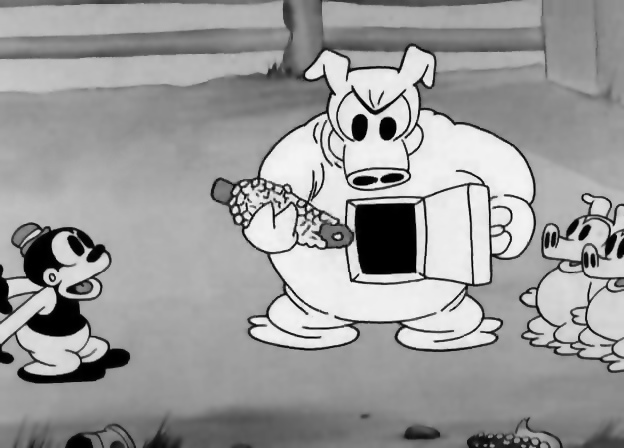
Il maiale adulto apre la propria pancia come se fosse una porta

Bosko, inebriato dall'alcol, raggiunge i maiali e canta con loro Sweet Adeline, come un quartetto barbershop. Il maiale adulto riprende a cantare One Little Drink, ma lo sforzo è tale da fargli rigurgitare una pannocchia, che rimette nel suo stomaco dopo aver aperto la propria pancia come se fosse una porticina. Il maiale si rimette a cantare e Bosko lo aiuta a raggiungere l'ultima nota bassa tirandogli la coda e sgonfiandolo per qualche secondo. Infine, Bosko e i maiali ballano fino ai titoli di coda.

## Produzione
Il corto si apre quando il nero del titolo diventa il fondoschiena di una mucca, come era già avvenuto ne L'aereo impazzito (un cartone di Topolino al quale Harman e Ising avevano lavorato) e il film musicale perduto Song of the Flame, tratto da un'operetta. Il titolo originale è una parodia della canzone The Goose Hangs High, tratta proprio da Song of the Flame.

## Distribuzione
La proiezione più antica a noi nota del corto risalirebbe all'incirca al 30 settembre del 1930, sebbene una recensione della rivista Variety implicherebbe una distribuzione già avvenuta in data 9 settembre, forse come proiezione in anteprima.

## Accoglienza
Variety recensì il film il 9 settembre del 1930: "Un corto divertente costruito attorno alla canzone The Goose Hangs High e al testo spassoso di quest'ultima che ben si adatta al cartone. Può essere usata ovunque per colmare i vuoti... La musica e il ritmo, oltre alle voci sincronizzate, rendono il soggetto divertente."
Tuttavia, la recensione del 4 ottobre del 1930 su Motion Picture News fu più critica: "Il livello di produzione di questo corto è alto, ma il  livello di intrattenimento è abbassato dall'assenza di originalità di scenette comiche - un fattore predominante nella maggior parte dei cartoni dei nostri tempi. Qua e là troviamo in questa Looney Tune un colpo di scena ingegnoso, riconoscibile facilmente dal materiale già bell'e pronto su cui si basava per le risate. La reazione del pubblico è stata favorevole."